# Guy Lookabough

Zawodnik Oklahoma State Cowboys

Guy Howard Lookabaugh (ur. 26 maja 1896 w Watonga, zm. 10 września 1981 w Tahlequah) – amerykański zapaśnik walczący w stylu wolnym i futbolista amerykański. Olimpijczyk z Paryża 1924, gdzie zajął siódme miejsce w wadze półśredniej.
Zawodnik Oklahoma State University, a potem jako futbolista w  Northeastern State University.

## Letnie Igrzyska Olimpijskie 1924
| Konkurencja      | Rundy eliminacyjne  | Rundy eliminacyjne | Rundy eliminacyjne      | Rundy finałowe        | Rundy finałowe             | Klas. końcowa |
| Konkurencja      | 1/16                | Ćwierćfinał        | Półfinał                | Finał                 | Repasaże o 2. miejsce      | Miejsce       |
| ---------------- | ------------------- | ------------------ | ----------------------- | --------------------- | -------------------------- | ------------- |
| 72 kg styl wolny | Otto Müller (SUI) Z | John Davis (GBR) Z | Donald Stockton (CAN) Z | Hermann Gehri (SUI) P | Eino Aukusti Leino (FIN) P | 7.            |